# Ugglegränd

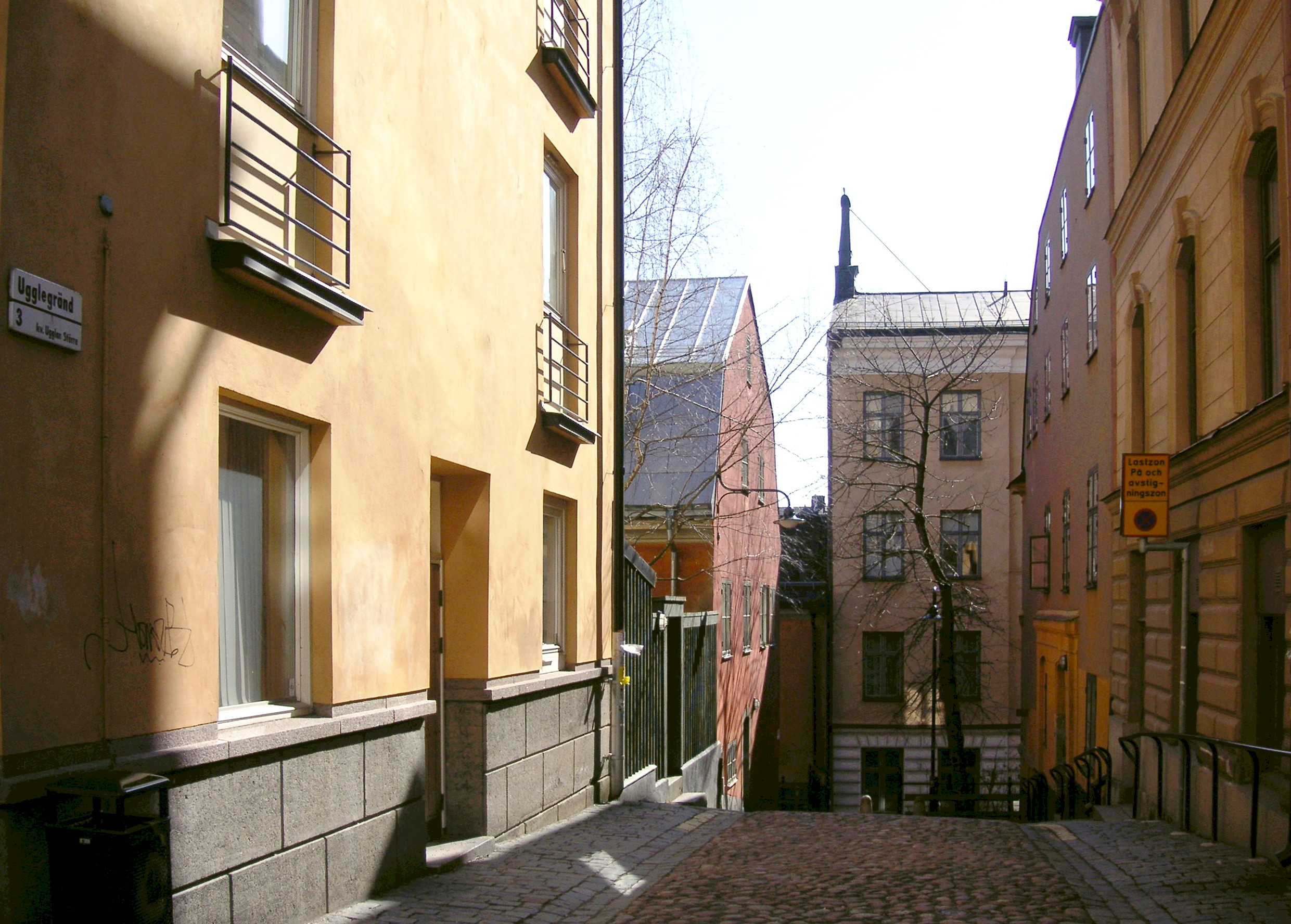
Ugglegränd med trapporna ner till Brännkyrkagatan, till höger syns Ugglan mindre 8 och till vänster Ugglan större 6.

Ugglegränd är en gata på Mariaberget på västra Södermalm i Stockholm. Gatan fick sitt nuvarande namn 1806.

## Historik
Ugglegränd sträcker sig i nord-sydlig riktning från Tavastgatan till Brännkyrkagatan. Anslutningen till Brännkyrkagatan sker via trappor. Gränden har sitt namn efter kvarteret Ugglan som delas av gatan i två halvor: Ugglan mindre och Ugglan större. Ugglegränd hör med sina 35 meters längd till Stockholms kortare gator och omtalas i Holms tomtbok från 1679 som ”En litten Grändh” men även som ”Tawaste gränden”. På Petrus Tillaeus Stockholmskarta från 1733 är gränden namnlös.
Det rödmålade hörnhuset Ugglegränd / Brännkyrkagatan  24 (fastigheten Ugglan större 6) uppfördes 1761 för kamreraren A. Berg. Mittemot (fastigheten Ugglan mindre 8) ligger ett gulmålat stenhus i tre våningar som byggdes 1768 av murarmästaren Wilhelm Elies. Båda byggnaderna är blåklassade av Stadsmuseet i Stockholm, vilket innebär att de har "synnerligen höga kulturhistoriska värden" motsvarande fordringarna för byggnadsminnen. Båda byggnaderna ägs och förvaltas av kommunägda AB Stadsholmen.